# Pelego
Pelego é uma peça típica dos arreios gaúchos usados no Sul do Brasil e na Argentina.
, constituido-se do couro de carneiro ou ovelha, com sua lã, natural ou tingida, colocada sobre a sela, para permitir ao cavaleiro uma cavalgada mais confortável. 
A partir da Era Vargas, o termo pelego foi utilizado, por analogia, para designar um líder sindical de confiança do governo que garantia o atrelamento da entidade ao Estado. Mais tarde esse termo passou a ser aplicado especificamente a líderes considerados traidores dos sindicatos.